# Lasconotus linearis
Lasconotus linearis là một loài bọ cánh cứng trong họ Zopheridae. Loài này được Crotch miêu tả khoa học năm 1874.